# Northrop Gamma
Le Northrop Gamma était un avion de transport monoplan monomoteur américain des années 1930, de construction entièrement métallique et conçu par la Northrop Corporation. Vers la fin de son service opérationnel, il fut développé en un avion militaire de bombardement léger, le Northrop A-17.

## Conception et développement
Le Gamma était une évolution de l'Alpha, un avion réussi également conçu par Jack Northrop, et partageait avec celui-ci ses innovations aérodynamiques, en particulier sa construction d'ailes à revêtement travaillant et congés, favorisant un bon écoulement de l'air autour de l'avion et lui donnant des performances intéressantes. Comme sur les derniers Alphas produits, le train d'atterrissage fixe était revêtu de « guêtres » aérodynamiques très caractéristiques, tandis que l'avion inaugurait l'emploi d'un cockpit entièrement fermé.

## Histoire opérationnelle

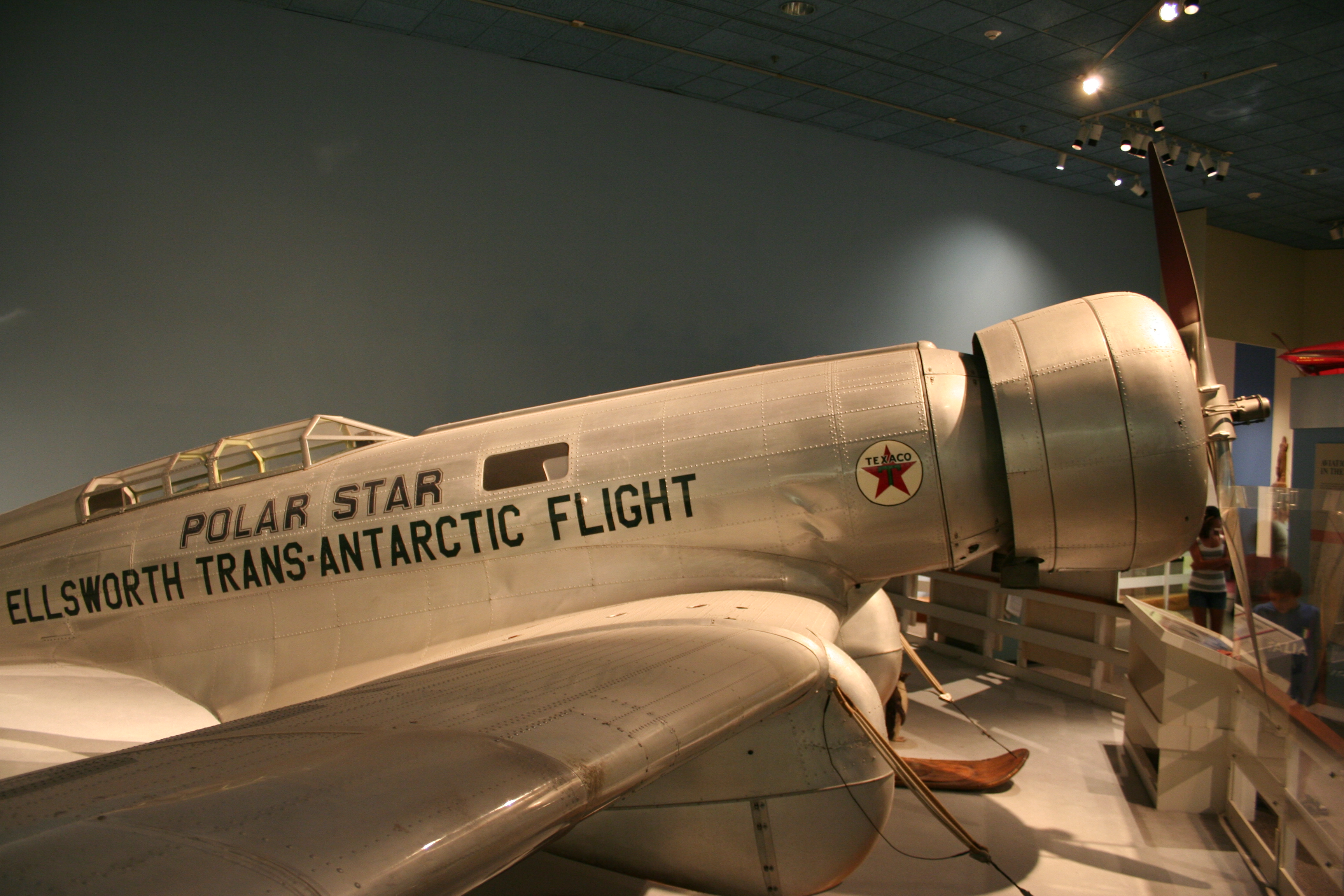
Le « Polar Star », exposé au National Air and Space Museum.

Le Gamma ne connut en fait qu'une utilisation assez limitée dans le monde civil en tant qu'avion postal pour la compagnie Trans World Airlines (TWA), mais il eut une carrière remarquable en tant que laboratoire volant et avion briseur de records. Les militaires américains trouvèrent sa conception suffisamment intéressante pour encourager Northrop à le faire évoluer en une version qui devint finalement le bombardier léger A-17. Les versions militaires du Gamma furent utilisées au combat par les forces aériennes chinoise et espagnole. 25 Gamma 2E furent assemblés en chine, à partir d'éléments envoyés par Northrop.
Le 2 juin 1933, Frank Hawks (en) vola à bord de son Gamma 2A, nommé « Sky Chief »,, de Los Angeles à New York en un temps record de 13 h 26 min 15 s. En 1935, Howard Hughes improvisa la réalisation d'un record similaire à bord de son Gamma 2G modifié, effectuant alors le vol transcontinental dans le sens ouest → est en 9 h 26 min 10 s.
Le plus célèbre Gamma fut celui nommé Polar Star (en français : « Étoile polaire »). L'avion fut transporté par bateau et déchargé sur la banquise dans la mer de Ross pendant l'expédition de 1934 de Lincoln Ellsworth vers l'Antarctique. Le Gamma fut presque perdu lorsque la glace sous ses roues se brisa, et il dut repartir vers les États-Unis pour y être réparé. Le deuxième passage du Polar Star en Antarctique, en septembre 1934, fut aussi décevant que le premier : une bielle cassa et l'avion dut à nouveau repartir pour être réparé. Le 3 janvier 1935, Ellsworth et le pilote Bernt Balchen purent enfin survoler l'Antarctique.
Le 23 novembre 1935, Ellsworth et le pilote canadien Herbert Hollick-Kenyon tentèrent le premier vol transantarctique au Monde, partant de l'île Dundee, dans la Mer de Weddell, vers la base d'exploration de Little America. L'équipage effectua quatre arrêts pendant son voyage, au cours d'un vol qui représenta la première visite dans l'Histoire de l'Antarctique Ouest par des hommes. Lors d'un des arrêts, un blizzard recouvrit complètement le fuselage de neige, ce qui demanda une journée entière de nettoyage. Le 5 décembre, après avoir volé sur une distance de plus de 2 400 miles (3 865 km), l'avion tomba à court de carburant, à seulement 25 miles (40 km) de son objectif. L'intrépide équipage prit six jours à effectuer à la marche ce qu'il restait du voyage et s'installa dans le camp abandonné de Richard E. Byrd, pour être finalement retrouvés par le navire de recherches RRS Discovery II, le 15 janvier 1936. Le Polar Star fut retrouvé plus tard et donné au National Air Museum.

## Versions
- Gamma 2A : Premier appareil de production, vendu à Texaco et piloté par Frank Hawks, sous le nom de « Sky Chief. Il était propulsé par un moteur Wright à 14 cylindres en étoile de 785 ch (585 kW)[3],[6] ;
- Gamma 2B : Version biplace dotée de double commandes, qui effectua un survol de l'Antarctique sous le nom de « Polar Star ». Il était propulsé par un moteur en étoile Pratt & Whitney Wasp de 500 ch (373 kW)[3] ;
- Gamma 2C (YA-13) : Version d'attaque proposée par Northrop comme concurrent du Curtiss A-12 Shrike, armé de quatre mitrailleuses de calibre .30 (7,62 mm) dans les ailes et une mitrailleuse de calibre .30 sur affût mobile pour la défense arrière. Il pouvait également emporter jusqu'à 500 kg de bombes sous les ailes. Il fut évalué par l'US Army Air Corps (USAAC) en 1933[1] ;
- XA-16 : Désignation du YA-13 après sa re-motorisation avec un Pratt & Whitney R-1830-9 ;
- Gamma 2D : Version cargo utilisée par la TWA, produite à trois exemplaires et propulsée par un Wright Cyclone de 710 ch (kW)[3]. Un de ces exemplaires fut converti en laboratoire aérien expérimental (en anglais : Experimental Overweather Laboratory), permettant d'étudier le givre, les compresseurs, les radios et les turbulences à des altitudes comprises entre 6 100 et 10 670 mètres, puis il fut utilisé par l'USAAC sous la désignation UC-100. Un autre appareil retiré du service au sein de la TWA fut utilisé par les forces aériennes de la République espagnole pour des misions de patrouille côtière ;
- Gamma 2E : Appareil à l'armement similaire à celui du Gamma 2C, excepté pour la charge de bombes, qui pouvait atteindre 727 kg. Il fut employé par la Force aérienne de la république de Chine en tant que bombardier léger jusqu'en 1938, une partie des 25 exemplaires[1] étant construits en Chine. Un exemplaire, le K5053, fut utilisé au Royaume-Uni par l'Aeroplane and Armament Experimental Establishment[1], tandis que deux autres exemplaires furent livrés au Service aérien de la Marine impériale japonaise — sous la désignation de Northrop BXN — pour évaluations, en 1933 ;
- Gamma 2F : Autre version d'attaque développée en parallèle avec le Gamma 2C, entrée en service sous la désignation de Northrop A-17 ;
- Gamma 2G : Version biplace de course, à l'origine dotée d'un moteur Curtiss Conqueror, plus tard remplacé par un Pratt & Whitney Twin Wasp Jr., puis un Wright Cyclone SGR-1820-G-5. Il fut piloté par Jacqueline Cochran et Howard Hughes[1] ;
- Gamma 2H : Banc d'essais volants pour un système de pilote automatique de la Sperry Corporation[1], également utilisé par Russell Thaw et finissant à la troisième place de la course du Trophée Bendix de 1935 ;
- Gamma 2J : Version biplace d'entraînement, propulsée par un Pratt & Whitney Wasp de 600 ch (448 kW) et équipé d'un train d'atterrissage rétractable, conçu pour l'USAAC. Le North American BC-1 lui fut préféré, et un seul exemplaire fut construit[7] ;
- Gamma 2L : Exemplaire utilisé par Bristol pour la mise au point du moteur Bristol Hercules ;
- Gamma 5A : Désignation d'un exemplaire exporté vers la Marine impériale japonaise — désignation BXN1 — comme moyen d'étude de l'ingénierie aéronautique moderne ;
- Gamma 5B : Version biplace avec les cockpits déplacés vers l'avant, utilisée par les Forces aériennes de la République espagnole pour des missions de patrouille côtière ;
- Gamma 5B : Un exemplaire exporté vers le Japon avec un équipement de type « Army » — désigné BXN2 — étudié par Nakajima, puis cédé à la Compagnie aérienne nationale du Mandchoukouo, qui l'utilisa pour des vols de reconnaissance au-dessus de la Chine et de l'URSS.

## Utilisateurs

### Militaires
- Deuxième république espagnole :
  - Forces aériennes de la République espagnole : Gamma 2D et 5B.
- Empire du Japon :
  - Service aérien de la Marine impériale japonaise : BXN1 et BXN2.
- États-Unis :
  - United States Army Air Corps (USAAC)
- République de Chine :
  - Force aérienne de la république de Chine.

### Civils
- États-Unis :
  - Trans World Airlines (TWA).
- Mandchoukouo :
  - Compagnie aérienne nationale du Mandchoukouo.

## Spécifications techniques (Gamma2D)
Données de McDonnell Douglas Aircraft since 1920
Caractéristiques générales
- Équipage : 1 pilote
- Longueur : 9,5 m
- Envergure : 14,57 m
- Hauteur : 2,74 m
- Surface alaire : 33,7 m2
- Masse à vide : 1 868 kg
- Masse typique : 3 334 kg
- Moteur : 1   moteur à pistons à 9 cylindres en étoile refroidis par air Wright R-1820 Cyclone de 710 ch (530 kW)

 Performances 
- Vitesse maximale : 359 km/h
- Vitesse de croisière : 328 km/h
- Distance franchissable : 3 170 km
- Plafond : 7 130 m
- Vitesse ascensionnelle : 426 m/min
- Charge alaire : 98,9 kg/m2
- Rapport poids-puissance : 2,63 kg/ch